# 양평군
양평군(楊平郡)은 대한민국 경기도 중동부에 위치하고 있는 군이다. 면적은 877.08 km2로 경기도에서 가장 넓은 기초자치단체이나 대부분이 산림지역이다. 군청은 양평읍에 있고, 1읍 11면을 관할한다. 2017년 1월 21일에 수도권 전철 경의·중앙선이 이곳에 위치한 지평역까지 연장 개통되었다.
남쪽으로는 여주시, 북쪽으로는 가평군, 서쪽으로 남양주시, 남서쪽으로는 광주시하고 접하며, 동쪽으로는 강원특별자치도 홍천군, 횡성군, 원주시하고 접한다.

## 역사
- 1908년 9월: 양근군(고읍면, 읍내면, 동종면, 서시면, 서중면, 서종면, 북상도면, 북하도면, 남시면, 남중면, 남종면의 11면), 지평군(군내면, 남면, 상서면, 하서면, 상북면, 하북면, 상동면, 하동면의 8면)을 합하여 양평군으로 개편하였다.(19면)
- 1914년 4월 1일: 남종면을 광주군에 편입하였다.[1][2](12면)

| 조선총독부령 제111호 |                    |                |                                                                        |
| 구 행정구역          | 구 행정구역        | 신 행정구역    | 신 행정구역                                                            |
| 양평군 (구 양근군)   | 읍내면(邑內面)     | 갈산면(葛山面) | 공흥리, 덕평리, 백안리, 신애리, 양근리, 오빈리                         |
| 양평군 (구 양근군)   | 동종면(東終面)     | 갈산면(葛山面) | 대흥리, 도곡리, 봉성리, 원덕리, 창대리, 회현리                         |
| 양평군 (구 양근군)   | 서시면(西始面)     | 양서면         | 국수리, 대심리, 도곡리, 복포리, 신원리, 징동리, 청계리                 |
| 양평군 (구 양근군)   | 서중면(西中面)     | 양서면         | 양수리, 용담리, 목왕리, 부용리                                         |
| 양평군 (구 양근군)   | 북상도면(北上道面) | 설악면         | 가일리, 묵안리, 방일리, 설곡리, 엄소리, 천안리                         |
| 양평군 (구 양근군)   | 북하도면(北下道面) | 설악면         | 미사리, 사룡리, 선촌리, 송산리, 신천리, 위곡리, 창의리, 회곡리         |
| 양평군 (구 양근군)   | 남시면(南始面)     | 강상면         | 교평리, 대석리, 병산리, 세월리, 송학리, 신화리, 화양리                 |
| 양평군 (구 양근군)   | 남중면(南中面)     | 강하면         | 동오리, 성덕리, 왕창리, 운심리, 전수리, 황금리                         |
| 양평군 (구 양근군)   | 서종면(西宗面)     | 서종면         | 문호리, 도장리, 수능리, 서후리, 정배리, 명달리, 노문리, 수입리, 삼회리 |
| 양평군 (구 지평군)   | 군내면(郡內面)     | 지제면(砥堤面) | 망미리, 송현리, 월산리, 지평리                                         |
| 양평군 (구 지평군)   | 남면(南面)         | 지제면(砥堤面) | 곡수리, 대평리, 수곡리, 옥현리                                         |
| 양평군 (구 지평군)   | 하동면(下東面)     | 지제면(砥堤面) | 무왕리, 일신리                                                         |
| 양평군 (구 지평군)   | 상서면(上西面)     | 용문면         | 다문리, 삼성리, 연수리, 화전리                                         |
| 양평군 (구 지평군)   | 하서면(下西面)     | 용문면         | 광탄리, 금곡리, 덕촌리, 마룡리, 망능리, 신점리, 오촌리, 조현리, 증원리 |
| 양평군 (구 지평군)   | 상북면(上北面)     | 청운면         | 가현리, 갈운리, 다대리, 도원리, 용두리, 비룡리, 삼성리, 신론리, 여물리 |
| 양평군 (구 지평군)   | 하북면(下北面)     | 단월면         | 보룡리, 삼가리, 봉상리, 향소리, 덕수리, 부안리, 명성리, 석산리, 산음리 |
| 양평군 (구 지평군)   | 상동면(上東面)     | 양동면         | 계정리, 고송리, 금왕리, 단석리, 매월리, 삼산리, 석곡리, 쌍학리         |
- 1931년 : 고읍면을 옥천면으로 개칭하였다.
- 1938년 1월 1일 : 갈산면을 양평면으로 개칭하였다.[3]
- 1942년 10월 1일: 설악면을 가평군에 편입하였다.(11면)
- 1963년 1월 1일: 여주군 개군면을 편입하였다.[4](12면)
- 1973년 7월 1일: 서종면 삼회리가 가평군 외서면에, 노문리 일부가 설악면에 편입되었다.[5]
- 1979년 5월 1일: 양평면을 양평읍으로 승격하였다.(1읍 11면)
- 1989년 4월 6일: 양서면에 국수출장소(도곡리·대심리·국수리·복포리·청계리·증동리)가 설치되었다.[6]
- 1998년 10월 17일: 양서면 국수출장소를 폐지하였다.[7]
- 2006년 12월 1일: 지제면을 지평면으로 개칭하였다.

## 기후
여름에는 덥고 강수량이 많으며 겨울에는 춥고 건조한 전형적인 대륙성 기후이다. 1981년 1월 5일에 -32.6℃를 기록하여, 대한민국의 기상 관측소에서 관측된 기온 중 최저 기록을 보유하고 있다.
| 양평기상관측소 (양평군 양평읍 양근리, 해발 47.26m)의 기후 | 양평기상관측소 (양평군 양평읍 양근리, 해발 47.26m)의 기후 | 양평기상관측소 (양평군 양평읍 양근리, 해발 47.26m)의 기후 | 양평기상관측소 (양평군 양평읍 양근리, 해발 47.26m)의 기후 | 양평기상관측소 (양평군 양평읍 양근리, 해발 47.26m)의 기후 | 양평기상관측소 (양평군 양평읍 양근리, 해발 47.26m)의 기후 | 양평기상관측소 (양평군 양평읍 양근리, 해발 47.26m)의 기후 | 양평기상관측소 (양평군 양평읍 양근리, 해발 47.26m)의 기후 | 양평기상관측소 (양평군 양평읍 양근리, 해발 47.26m)의 기후 | 양평기상관측소 (양평군 양평읍 양근리, 해발 47.26m)의 기후 | 양평기상관측소 (양평군 양평읍 양근리, 해발 47.26m)의 기후 | 양평기상관측소 (양평군 양평읍 양근리, 해발 47.26m)의 기후 | 양평기상관측소 (양평군 양평읍 양근리, 해발 47.26m)의 기후 | 양평기상관측소 (양평군 양평읍 양근리, 해발 47.26m)의 기후 |
| 월                                                        | 1월                                                       | 2월                                                       | 3월                                                       | 4월                                                       | 5월                                                       | 6월                                                       | 7월                                                       | 8월                                                       | 9월                                                       | 10월                                                      | 11월                                                      | 12월                                                      | 연간                                                      |
| --------------------------------------------------------- | --------------------------------------------------------- | --------------------------------------------------------- | --------------------------------------------------------- | --------------------------------------------------------- | --------------------------------------------------------- | --------------------------------------------------------- | --------------------------------------------------------- | --------------------------------------------------------- | --------------------------------------------------------- | --------------------------------------------------------- | --------------------------------------------------------- | --------------------------------------------------------- | --------------------------------------------------------- |
| 역대 최고 기온 °C (°F)                                    | 13.6 (56.5)                                               | 20.2 (68.4)                                               | 24.5 (76.1)                                               | 31.2 (88.2)                                               | 34.4 (93.9)                                               | 36.5 (97.7)                                               | 37.6 (99.7)                                               | 40.1 (104.2)                                              | 33.7 (92.7)                                               | 30.1 (86.2)                                               | 26.3 (79.3)                                               | 17.6 (63.7)                                               | 40.1 (104.2)                                              |
| 일평균 최고 기온 °C (°F)                                  | 2.3 (36.1)                                                | 5.6 (42.1)                                                | 11.9 (53.4)                                               | 19.2 (66.6)                                               | 24.5 (76.1)                                               | 28.3 (82.9)                                               | 29.6 (85.3)                                               | 30.3 (86.5)                                               | 26.2 (79.2)                                               | 20.2 (68.4)                                               | 11.9 (53.4)                                               | 4.1 (39.4)                                                | 17.8 (64.0)                                               |
| 일일 평균 기온 °C (°F)                                    | −3.4 (25.9)                                               | −0.5 (31.1)                                               | 5.4 (41.7)                                                | 12.0 (53.6)                                               | 17.6 (63.7)                                               | 22.2 (72.0)                                               | 24.9 (76.8)                                               | 25.2 (77.4)                                               | 20.0 (68.0)                                               | 13.0 (55.4)                                               | 5.7 (42.3)                                                | −1.3 (29.7)                                               | 11.7 (53.1)                                               |
| 일평균 최저 기온 °C (°F)                                  | −8.6 (16.5)                                               | −6.1 (21.0)                                               | −0.7 (30.7)                                               | 5.1 (41.2)                                                | 11.2 (52.2)                                               | 16.9 (62.4)                                               | 21.2 (70.2)                                               | 21.3 (70.3)                                               | 15.4 (59.7)                                               | 7.6 (45.7)                                                | 0.6 (33.1)                                                | −6.0 (21.2)                                               | 6.5 (43.7)                                                |
| 역대 최저 기온 °C (°F)                                    | −32.6 (−26.7)                                             | −23.5 (−10.3)                                             | −14.0 (6.8)                                               | −7.2 (19.0)                                               | 0.0 (32.0)                                                | 4.9 (40.8)                                                | 12.0 (53.6)                                               | 9.7 (49.5)                                                | 0.8 (33.4)                                                | −5.8 (21.6)                                               | −15.4 (4.3)                                               | −24.8 (−12.6)                                             | −32.6 (−26.7)                                             |
| 평균 강수량 mm (인치)                                     | 17.2 (0.68)                                               | 28.0 (1.10)                                               | 38.0 (1.50)                                               | 72.5 (2.85)                                               | 94.4 (3.72)                                               | 134.2 (5.28)                                              | 409.0 (16.10)                                             | 330.9 (13.03)                                             | 144.5 (5.69)                                              | 47.1 (1.85)                                               | 46.4 (1.83)                                               | 21.4 (0.84)                                               | 1,383.6 (54.47)                                           |
| 평균 강수일수 (≥ 0.1 mm)                                  | 5.7                                                       | 5.3                                                       | 6.8                                                       | 7.9                                                       | 8.4                                                       | 9.1                                                       | 15.3                                                      | 14.6                                                      | 8.2                                                       | 6.0                                                       | 7.8                                                       | 6.9                                                       | 102.0                                                     |
| 평균 상대 습도 (%)                                        | 66.9                                                      | 63.1                                                      | 59.8                                                      | 58.0                                                      | 64.4                                                      | 69.4                                                      | 79.3                                                      | 79.3                                                      | 77.3                                                      | 75.4                                                      | 71.5                                                      | 69.3                                                      | 69.5                                                      |
| 평균 월간 일조시간                                        | 173.2                                                     | 177.2                                                     | 206.5                                                     | 212.2                                                     | 230.8                                                     | 207.1                                                     | 150.3                                                     | 170.9                                                     | 181.2                                                     | 191.6                                                     | 154.0                                                     | 160.9                                                     | 2,215.9                                                   |
| 출처: 기상청 (평년값: 1991년~2020년, 극값: 1972년~현재)   |                                                           |                                                           |                                                           |                                                           |                                                           |                                                           |                                                           |                                                           |                                                           |                                                           |                                                           |                                                           |                                                           |

## 행정 구역
양평군의 행정 구역은 1읍 11면의 하위 행정구역으로 이루어져 있으며, 행정중심지는 양평읍이다. 양평군은 2020년 6월 말을 기준으로 인구는 56,647세대, 119,153명이고 인구의 26.1%가 양평읍에, 14.9%가 용문면에, 10.9%가 양서면에 거주하고 있으며 상위 3개 읍면에 인구의 52%가 집중되어 있다.
| 읍·면  | 한자   | 면적(km2) | 인구(명) | 세대   | 행정지도 |
| ------ | ------ | --------- | -------- | ------ | -------- |
| 양평읍 | 楊平邑 | 42.29     | 30,819   | 13,270 |          |
| 강상면 | 江上面 | 37.91     | 10,111   | 4,460  |          |
| 강하면 | 江下面 | 31.4      | 4,692    | 2,462  |          |
| 양서면 | 楊西面 | 59.95     | 12,951   | 6,038  |          |
| 옥천면 | 玉泉面 | 65.85     | 7,798    | 3,811  |          |
| 서종면 | 西宗面 | 92.84     | 9,354    | 4,662  |          |
| 단월면 | 丹月面 | 107.94    | 3,895    | 1,992  |          |
| 청운면 | 靑雲面 | 96.59     | 3,788    | 2,032  |          |
| 양동면 | 楊東面 | 120.4     | 4,638    | 2,313  |          |
| 지평면 | 砥平面 | 77.79     | 7,172    | 3,632  |          |
| 용문면 | 龍門面 | 102.24    | 17,638   | 7,942  |          |
| 개군면 | 介軍面 | 32.45     | 5,183    | 2,531  |          |
| 양평군 | 楊平郡 | 866.84    | 118,039  | 55,145 |          |

## 교통

### 철도

#### 중앙선
- 1940년 개통한 중앙선이 양평을 동서로 가로지르고 있는 형태로, 양평역이 군의 중심역이며 이용객이 가장 많다.
- 2009년 12월 23일 수도권 전철 중앙선 열차가 용문역까지 연장되어 군 내에는 9개의 전철역과 6개의 일반기차역이 소재하고 있다. 열차는 안동역, 강릉역, 부전역 등으로 가는 열차가 운행 중이며, 1일 평균 40여편의 일반열차가 운행 중이다. 전철역에서는 평균 오전5시30분부터 자정까지 하루 평균 80~90편의 전동열차가 운행되어, 출퇴근시 15분, 평시 25~30분 간격으로 용산 /용문행 열차를 이용할 수 있다.
- 2011년 상반기 통계에서 양평역은 1일 평균 6,900명이, 용문역은 1일 평균 5,500여명이, 양수역은 1일 평균 3,000여명이 이용하는 것으로 집계되어 전철 이용객이 지속적으로 증가하는 추세에 있다[10]
- 한국철도공사
  - 중앙선 (● 수도권 전철 경의·중앙선은 용문역, 지평역까지 운행)

(남양주시) ← 양수역 - 신원역 - 국수역 - 아신역 - 오빈역 - 양평역 - 원덕역 - 용문역 - 지평역 - 석불역 - 일신역 - 매곡역 - 양동역 - 삼산역 → (강원특별자치도 원주시)
- 2017년 12월 22일부터 경강선 KTX 열차의 운행이 시작되어, 서울역 ~ 강릉역 구간을 1일 평균 24회 정차하며 강릉역까지는 1시간 10분이 소요된다.

### 도로
고속국도
- 상대적으로 불편했던 고속도로는 신규사업으로 추진되고 있으며, 광주원주고속도로가 개통되고, 수도권제2순환고속도로 연장[11]되었다.
- 2009년 7월 서울양양고속도로의 신규 개통으로 수도권제1순환고속도로 강일 나들목에서 중앙고속도로 춘천 분기점, 동홍천 나들목까지 이어졌으며, 이에 따라 양평군 최초로 서종 나들목이 개통되어 이용이 가능하다. 서종 나들목에서는 정체가 없을시 수도권제1순환고속도로 강일 나들목까지 약 12분 소요 (통행료 2,200원 / 1종) 되며, 동홍천 나들목까지는 약 35분 정도 소요된다. 2012년 12월 중부내륙고속도로 북여주 나들목 - 양평 나들목 구간 연장 개통으로, 양평 나들목이 신설되어 남부 지방으로 편리하게 이용할 수 있게 되었다. 2016년 11월 광주원주고속도로 동양평 나들목 개통되었다. 2023년 5월 수도권제2순환고속도로 두물머리 나들목 개통되었다.

국도
- 국도 제6호선, 국도 제37호선, 국도 제44호선이 통과하여 국도교통은 편리한 편이다.
- 양평은 서울, 수도권 동부지역에서 강원도로 넘어가는 길목에 위치하고 있으며, 국도 제6호선이 양평을 동서로 관통하면서 서울과 양평, 강원도 횡성을 동서로 이어주고 국도 제44호선이 양평을 기점으로 홍천, 인제, 양양을 거쳐 한계령을 지나 양양까지 이어주고 있으며, 국도 제37호선이 여주부터 양평을 남북으로 관통하여 가평, 포천을 잇고, 국가지원지방도 88호선이 양평에서 광주를 잇고 있다. 양평은 국도이용비율이 높으며 수도권 지역에서 속초, 양양, 설악산으로 이동하는 차량들이 많아 주말이나 공휴일, 휴가철에는 교통량이 상당하다.

지방도
- 국가지원지방도 : 국가지원지방도 제70호선, 국가지원지방도 제86호선, 국가지원지방도 제88호선, 국가지원지방도 제98호선
- 지방도 : 지방도 제333호선, 지방도 제341호선, 지방도 제342호선, 지방도 제345호선, 지방도 제349호선, 지방도 제352호선, 지방도 제391호선

### 버스
- 농어촌버스 : 양평군의 농어촌버스
- 시외버스 : 양평시외버스터미널, 용문버스터미널

## 인구
양평군의 인구는 2023년 현재 124241명이며 인구밀도는 140명/km2이다. 0~14세 인구는 13.2%, 65세 이상 인구는 18.3%이다. 생산연령층인 15~64세 인구는 68.5%로 전국평균 72.8보다 비율이 낮고, 유소년인구부양비는 19.2%로 전국 평균인 22.8%보다 낮고, 노년인구부양비는 26.7%로 전국 평균인 14.5%보다 높다. 여자 인구 100명당 남자 인구를 나타내는 성비는 102.6으로 남자가 다소 많다.

### 인구 추이
- 1970년대 12만명까지 증가했던 인구는 산업화 및 이농현상, 상수원보호구역 지정에 따른 산업시설 개발 제한으로 많은 인구가 유출되었다.
- 1994년에 7만 6천여명까지 하락하였던 인구는 이후 자연증가의 영향으로 8만여명을 회복하여 2010년 현재 매년 4,500여명의 증가추세가 보이고 있다.
- 증가 원인으로는 교통의 발달, 웰빙 열풍과 관련된 전원주택 붐으로 인한 인구 증가로 풀이되고 있다. 2011년 10월 인구 10만명을 돌파하였다. (거주 외국인인구 포함)
- 양평군은 2020년 도시계획에서 인구 13만명의 전원휴향 '市' 승격을 군정 목표로 하고 있다.

### 인구 현황
- 1966년 12월 31일 118,697명
- 1970년 12월 31일 106,253명
- 1975년 12월 31일 106,959명
- 1980년 12월 31일 93,372명
- 1985년 12월 31일 85,670명
- 1990년 12월 31일 79,948명 / 20,288세대
- 1995년 12월 31일 78,721명 / 24,528세대
- 2000년 12월 31일 82,773명 / 28,975세대
- 2005년 12월 31일 85,533명 / 34,641세대
- 2008년 12월 31일 89,812명 / 38,822세대
- 2010년 12월 31일 97,097명 / 42,458세대
- 2017년 12월 31일 116,698명 / 53,186세대
- 2018년 12월 31일 94550명 / 54,547세대

## 사회

### 지역 특성
- 수도권 및 서울시민의 젖줄인 한강(남한강, 양수리에서 북한강 합류)이 동서로 관통하면서 일부 지역이 상수원보호구역으로 지정, 환경정책기본법(건축연면적제한, 전문대학/대학설립제한), 수도법, 한강수계법, 산림법, 군사시설보호법, 건축법, 수도권정비계획법에 의해 개발이 철저히 제한받고 있음.
- 자체 지역개발 및 투자여건이 미흡하여 회계재정자립도 경기도 최하위.

### 자매 결연 & MOU
- 서울특별시 강북구청
- 경희대학교
- 중앙대학교
- 한국철도공사
- 육군 제6955부대
- 황해도 중앙청년회
- (주)신세계푸드
- 양평군관광교육개발원 추진대표

### 수상
- 2009년 도시대상 중앙일보사장상

### 교육 기관
- 사립대학교

|  | - 아신대학교 |

- 고등학교

|  | - 양일고등학교 - 양평고등학교 - 지평고등학교 | - 청운고등학교 - 양서고등학교 - 양평전자과학고등학교 | - 양동고등학교 - 용문고등학교 |

- 중학교

|  | - 양평중학교 - 양일중학교 - 개군중학교 | - 지평중학교 - 청운중학교 - 단월중학교 | - 국수중학교 - 양수중학교 - 용문중학교 | - 강하중학교 - 양동중학교 - 서종중학교 |

- 초등학교

|  | - 양평초등학교 - 양평동초등학교 - 원덕초등학교 - 강상초등학교 - 양동초등학교 | - 세월초등학교 - 강하초등학교 - 양서초등학교 - 양수초등학교 - 지평초등학교 | - 대아초등학교 - 옥천초등학교 - 서종초등학교 - 개군초등학교 | - 수입초등학교 - 단월초등학교 - 청운초등학교 - 용문초등학교 - 조현초등학교 | - 다문초등학교 - 양동초등학교 고송분교 - 정배초등학교 |

- 경기영어마을 양평캠프

## 산업

### 산업별 종사자 현황
2010년 양평군 산업의 총 종사자수는 25,292명으로 경기도 총 종사자수의 0.6%를 차지하고 있다. 이중 농림어업(1차 산업)은 157명으로 0.6%의 비중을 차지하며 광업 및 제조업(2차 산업)은 1,288명으로 5%의 비중을 차지하고 상업 및 서비스업(3차 산업)은 23,847명으로 94.2%의 비중을 차지한다. 2차 산업은 경기도 전체의 비중(27.1%)보다 낮고 3차 산업은 경기도 전체 비중(72.9%)보다 높다. 3차 산업 부문에서는 도소매업(15.2%), 운수업 (3.2%)과 숙박 및 음식점업(21.8%), 문화 서비스업(10.9%)이 큰 비중을 차지하고 있다.

## 문화·관광

### 관광지
- 남한강 자전거길

2009년말 중앙선이 복선전철화 되면서 남아있던 폐선구간을 활용한 자전거도로가 2011년 10월 8일 개통하였다. 남양주시 팔당역부터 양평군 양근대교까지 26.8km의 자전거 전용도로이며, 폭 4.5m로 양방향 자전거가 통행할 수 있도록 만들어졌다. 팔당역부터 아신역구간의 25.6km를 폐선구간을 활용하였으며, 한강 자전거길과 이어지는 남한강 자전거길은 주변 경관이 아름답고 기존의 철로와 간이역사, 터널, 북한강 철교를 그대로 살린 점이 특징이다. 중앙선 팔당역, 양수역, 신원역, 아신역, 오빈역, 양평역과 접속된다.
- 두물머리

남한강과 북한강이 만나 하나를 이루는 양수리의 순우리말인 두물머리는 연인들이 즐겨 찾는 장소이다. (양수역에서 도보 15~20분 소요) 2016년 9월 18일 양서면 두물머리 마을 주민들이 직접 만들고 운영하는 '문화공간 두머리'를 개관한다고 17일 밝혔다.
또 문화공간에서는 도자공예, 나전칠기, 고가구와 동네 농부가 만든 꽃차 등 주로 지역에 사는 작가와 농부들이 생산한 상품을 상설 전시 판매한다.

- 세미원

1년 내내 아름다운 수련을 볼 수 있는 세계수련관이 있으며, 장대한 연못의 연꽃이 장관을 이루는 곳이다. 두물머리와 인접해있다. 세미원의 어원은 "물을 보고 마음을 씻고 꽃을 보면 마음을 아름답게 하라(觀水洗心 觀花美心)"는 옛말에 근거를 두고 있다. (양수역에서 도보 15분 소요)
- 소나기마을

황순원 문학촌으로 유품과 작품이 전시되어 있으며, 징검다리, 섶다리 개울, 수숫단 오솔길 같은 소설속 배경을 재연한 체험장이 있다.
- 레일바이크

중앙선 폐선 구간을 활용한 레일바이크는 용문역 ~ 원덕역 사이 구간에 개설되어 있다.2025년 현재 운영이 중단된 상태이다. 
- 운길산

산세가 부드럽고 등산로가 순탄하여 가족 산행이나 가벼운 주말산행에 적합하다. 산 중턱의 수종사에서 내려다 보는 남한강과 북한강의 경치가 무척 빼어나다. (운길산역 하차)
- 청계산

수도권 지역의 청계산중 유일하게 북한강을 전망할 수 있는 산으로, 정상에 서면 두물머리(양수리) 일대의 경관이 장관이다. (국수역 하차)
- 추읍산

산 정상에 오르면 양평군내 7개 읍, 면이 내려다 보인다 해서 칠읍산이라고 불리며, 볼랫길이 잘 조성되어 있다. (원덕역 하차)
- 용문산

높이 1,157m의 용문산은 경기의 금강이라고 불리며 산의 남동쪽에는 동양에서 가장 큰 은행나무가 있는 용문사가 있다. (용문역 하차 후 대중교통 이용 20분 소요)
- 양평군립미술관

양평읍 양근리에 세워진 미술관으로 전시관, 교육시설, 컨퍼런스 룸, 라이브러리, 키디룸, 세미나실, 까페 등으로 구성된다.
- 양평곤충박물관

양평곤충전시실, 국내·외 곤충전시실, 곤충체험실등의 상설전시공간과 기획전시실, 영상교육실, 포토존, 수장고 등으로 구성된다.

### 주요문화재

#### 보물
- 용문사정지국사부도 및 비 (보물 제531호)

#### 천연기념물
- 용문사 은행나무 (천연기념물 제30호)

### 축제
- 맑은물사랑예술제 (매년 5~6월)
- 세계야외공연축제 (매년 8월)
- 양평은행나무축제 (매년 10월)
- 양평이봉주마라톤대회 (매년 6월)
- 양평산나물축제 (매년 5월)

## 본청
군수
부군수
- 기획예산담당관
- 소통협력담당관
- 행정담당관
- 감사담당관

문화복지국
- 문화체육과
- 관광과
- 평생교육과
- 복지정책과
- 주민복지과
- 민원바로센터
- 토지정보과
- 세무과
- 회계과

균형발전국
- 일자리경제과
- 도시과
- 안전총괄과
- 산림과
- 건설과
- 건축과
- 환경과
- 교통과

신성장사업국
- 공동체국축과
- 지역개발과

## 직속기관 및 사업소
보건소
- 보건정책과
- 건강증진과

농업기술센터
- 농업경영과
- 농업기술과
- 친환경유통과
- 축산과

환경사업소
수도사업소

## 자매도시
- 대한민국 서울특별시 강북구
- 대한민국 서울특별시 광진구
- 대한민국 서울특별시 강남구
- 대한민국 전라남도 완도군
- 대한민국 충청남도 논산시
- 일본 가미아마쿠사시
- 중화인민공화국 짜오좡시
- 중화인민공화국 웨이팡시
- 캐나다 미시소가

## 같이 보기
- 대한민국의 지리